# Lilli Sukula-Lindblom
Lilli Tuula Katariina Sukula-Lindblom, född 21 januari 1956 i Helsingfors, är en finländsk skådespelare. 
Sukula studerade 1979–1983 vid Teaterhögskolan och har varit anställd vid Lilla Teatern, Svenska Teatern, Teater Mars och Skolteatern. Till hennes större framgångar hör rollen som den unga blinda Helen Keller och som Lilla Boye (om Karin Boye) på Svenska Teatern. Tillsammans med maken Tom Wasker Lindblom driver hon Teater Geist med bas i Degerby, en mindre uppsökande teater som åker till till exempel skolor, barnhem, krogar och festivaler. Bland produktionerna märks Mamma Mu och Kråkan och Unda Marinas silverskål; med Landet Lupinien åkte teatern på turné till Atlanta i USA. 
Sukula studerade 2000 som Fulbrightstipendiat i New York och kom i kontakt med föreningen Clown Care Unit, som bedriver clownverksamhet för barn vid ett sjukhus. Hon införde samma idé i Finland, och föreningen Sjukhusclowner grundades 2001 med Sukula som verksamhetsledare. Föreningen har över dussinet skolade artister, med målet att muntra upp barnen på sjukhusavdelningarna med trollkonster, sång och spex.

## Utmärkelser
- Medalj av I klass med guldkors av Finlands Vita Ros’ orden,  6 december 2011[2]

[Redigera Wikidata]